# 庫季德魯吉
52°6′53″N 32°33′45″E / 52.11472°N 32.56250°E
庫季德魯吉（烏克蘭語：Кути Другі），是烏克蘭北部的村莊，隸屬切爾尼希夫州的諾夫霍羅德-錫韋爾斯基區。該村面積0.84平方公里，海拔高度144米，2001年人口367，人口密度每平方公里436.9人。